# Swarte Mosk

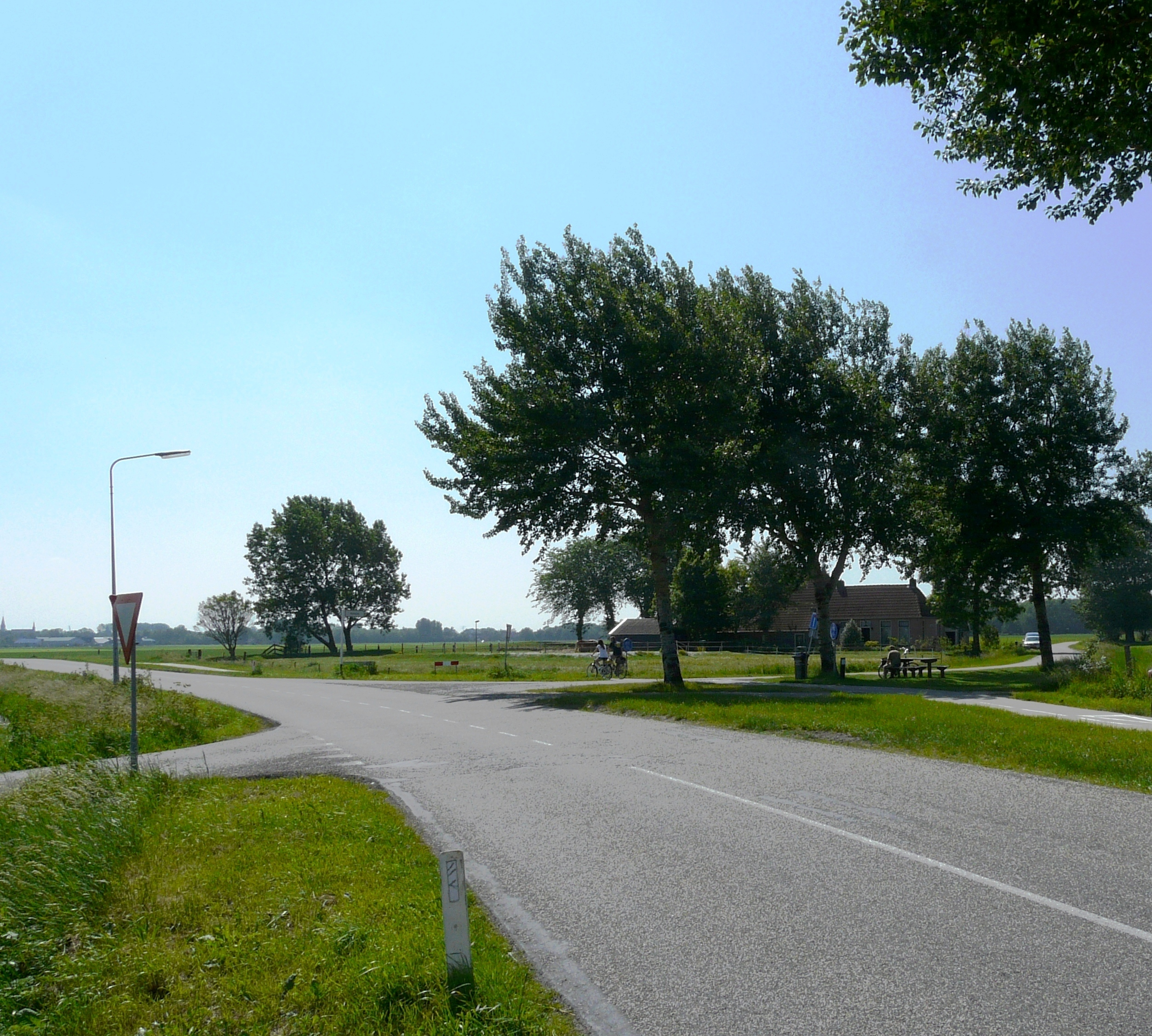
Het kruispunt bij Swarte Mosk

Swarte Mosk ("zwarte mus") is de lokale naam voor een hoek van de kruising van de wegen Dokkumerwei, Sybrandawei en Mockemawei nabij Aalsum in de gemeente Dongeradeel van de Nederlandse provincie Friesland. Vroeger liep er een kerkpad van Aalsum via Swarte Mosk en Sibrandahuis naar Wetsens.
Vanouds stonden hier twee kleine boerderijen. Later werd er nog een boerderij bijgebouwd. De naam 'Swarte Mosk' komt niet voor op oudere kaarten, maar wel in de Bosatlas van Fryslân van 2009. Mogelijk komt de naam van een kroegje dat in een pand met veestalling zou zijn gevestigd en in de jaren 1920 gold als 'hangplek' voor jongeren. In de jaren 1950 werd dit gebouw afgebroken omdat het in de weg stond voor het verkeer. Tegenover het pand stond tot 1897 nog een boerderij, die dat jaar echter afbrandde.
De Friese schrijver Durk van der Ploeg uit Aalsum noemt het gehuchtje in zijn boeken De Jacht (1988) en Foarby it Boarkumer fjoer (2002).